# Richmond (Michigan)
Richmond is een plaats (city) in de Amerikaanse staat Michigan, en valt bestuurlijk gezien onder Macomb County en St. Clair County.

## Demografie
Bij de volkstelling in 2000 werd het aantal inwoners vastgesteld op 4897.
In 2006 is het aantal inwoners door het United States Census Bureau geschat op 5685, een stijging van 788 (16.1%).

## Geografie
Volgens het United States Census Bureau beslaat de plaats een oppervlakte van
7,6 km², waarvan 7,5 km² land en 0,1 km² water. Richmond ligt op ongeveer 223 m boven zeeniveau.

## Plaatsen in de nabije omgeving
De onderstaande figuur toont nabijgelegen plaatsen in een straal van 24 km rond Richmond.